# Église Saint-Pierre de Mey
L'église Saint-Pierre est une église catholique située à Mey, en France.

## Localisation
L'église se trouve dans le département français de la Moselle, sur la commune de Mey.

## Historique
L'église date du XIIe siècle. Elle est remarquable par son architecture et son linteau d’inspiration païenne.
Elle est classée monument historique depuis l'arrêté du 2 septembre 1994.